# Johann Georg Wörz
Johann Georg Wörz (31. března 1797 Biberwier – 30. července 1868 Innsbruck) byl rakouský právní historik a politik německé národnosti z Tyrolska, během revolučního roku 1848 poslanec Říšského sněmu.

## Biografie
Jeho otec byl rolníkem a učitelem. Johann Georg získal vzdělání u františkánů v Reutte. Od roku 1817 studoval práva nejprve na univerzitě v Innsbrucku, pak na Vídeňské univerzitě. 5. března 1821 získal titul doktora práv. V prosinci 1820 nastoupil na právní praxi, nejprve k advokátu Rosminimu, později k vídeňskému magistrátu. V únoru 1822 se stal konceptním praktikantem při dvorní prokuratuře. Vrátil se pak do domovského Tyrolska, kde v červnu 1822 nastoupil jako aktuár u lambergovského zemského soudu v Kitzbühelu. Od roku 1824 byl aktuárem na zemském a kriminálním soudu v Bregenzu a pak po krátké době přešel na gubernium v Innsbrucku, kde 28. června 1827 nastoupil jako adjunkt registratury. Setrval zde 38 let, od prosince 1848 jako ředitel. V letech 1839–1850 publikoval Tiroler Provincial-Gesetzsammlung a do roku 1854 pak politické výnosy. Vydával i starší právní listiny tyrolské a vorarlberské provenience. Stal se odborníkem na tyrolské právní dějiny. V roce 1863 usedl do nově zřízené zemské komise pro reformu pozemkových daní jako referent. V letech 1829–1832 a 1836–1848 kromě toho vyučoval na univerzitě v Innsbrucku jako suplent v oboru právně-politických studií. V roce 1861 se zde habilitoval jako privátní docent pro tyrolské a vorarlberské právní dějiny. Publikoval v politickém a právník tisku.
Během revolučního roku 1848 se zapojil do politického dění. Ve volbách roku 1848 byl zvolen na rakouský ústavodárný Říšský sněm. Zastupoval volební obvod Imst v Tyrolsku. Uvádí se jako guberniální adjunkt. Patřil ke sněmovní pravici. Se sněmem přesídlil do Kroměříže.
V roce 1854 byl v souvislosti s reformou politické správy převeden na post adjunkta v pomocném ředitelství místodržitelství v Innsbrucku. Zde zůstal až do svého odchodu do penze k 1. dubnu 1865. I pak ale ještě po několik let působil jako pedagog.
Od roku 1827 byl členem Tyrolského zemského muzea (Ferdinandeum), od roku 1841 zasedal v Zemědělské společnosti pro Tyrolsko a Vorarlbersko. V roce 1818 spoluzakládal hudební spolek v Innsbrucku. Roku 1861 mu byl udělen záslužný kříž, roku 1864 titul c. k. rady a roku 1867 Řád Františka Josefa.
V listopadu 1822 se oženil s manželkou Elisabethou. Ta zemřela při porodu jejich třetího dítěte v roce 1829. Zůstal pak po delší dobu svobodný, věnoval se výchově svých dětí (jeden z jeho synů Johann Georg Wörz mladší, narozený 1825, byl rakouským státním úředníkem a ministerským radou na ministerstvu obchodu). Teprve 29. září 1851 se podruhé oženil s Crescenz Lener.